# Liste der Universitäten in Barcelona

Dies ist eine Liste der Universitäten in Barcelona: Die Stadt ist mit ihren insgesamt sieben Universitäten eine der größten Universitätsstädte in Europa. Rund 197.000 Studierende werden von über 12.300 Professoren und Dozenten in über 300 Studiengängen unterrichtet.

## Staatliche Universitäten
- Universität Barcelona  (Katalanisch Universitat de Barcelona, Spanisch Universidad de Barcelona)
- Autonome Universität Barcelona (Katalanisch Universitat Autònoma de Barcelona, spanisch Universidad Autónoma de Barcelona)
- Universitat Politècnica de Catalunya  (spanisch Universidad Politécnica de Cataluña, zu deutsch Polytechnische Universität Katalonien)
- Universität Pompeu Fabra  (Katalanisch Universitat Pompeu Fabra)
- Offene Universität Kataloniens  (Universitat Oberta de Catalunya)

## Private und kirchliche Universitäten
- Universität Abt Oliba CEU
- Ramon-Llull-Universität
- ESADE
- Internationale Universität Katalonien
- Toulouse Business School
- IESE Business School (Teil der Universität Navarra, die ihren Sitz in Pamplona hat)
- Barcelona Graduate School of Economics